# Đại học Quốc phòng Trung Quốc
Đại học Quốc phòng Quân Giải phóng Nhân dân Trung Quốc là một học viện quân sự trực thuộc Quân ủy Trung ương Trung Quốc là đại học quân sự đầu ngành ở Trung Quốc. Trường được thành lập năm 1985 trên cơ sở sáp nhập các Học viện Quân sự, Học viện Chính trị và Học viện Hậu cần của Quân giải phóng Nhân dân Trung Quốc.

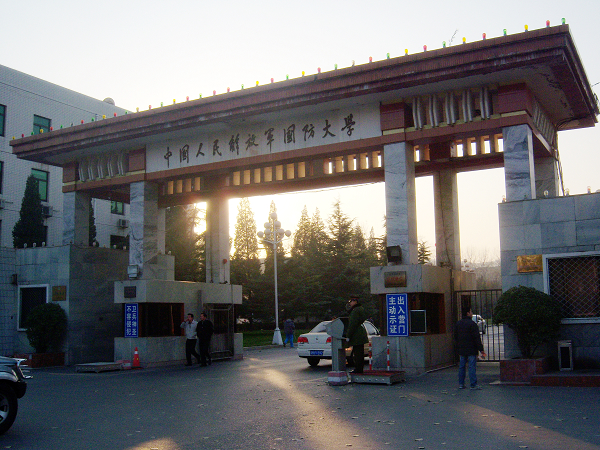
Cổng chính của Đại học Quốc phòng

Đại học có trụ sở chính ở Bắc Kinh, đặt dưới sự lãnh đạo toàn diện của Quân ủy Trung ương Trung Quốc.

## Chức năng, nhiệm vụ
"Đại học Quốc phòng là một cơ sở quan trọng để đào tạo cán bộ hoạt động chung và các cán bộ lãnh đạo cấp cao và cấp trung, cần phải nắm bắt được các đặc điểm và luật pháp của việc xây dựng các cơ sở giáo dục tiên tiến bậc nhất, thúc đẩy đổi mới giảng dạy, nghiên cứu khoa học và quản lý, đào tạo và tăng cường nghiên cứu các lý thuyết quân sự và phấn đấu để xây dựng một trường đại học tổng hợp toàn cầu có khả năng điều khiển tổng thể"

## Tổ chức

### Cơ quan chức năng
1. Cục Đào tạo
2. Cục Công tác Chính trị
3. Phòng Quản lý Khoa học

### Học viện An ninh Quốc gia
- (Cục Nghiên cứu Chiến lược cũ): số 3 A, Hongshankou, Quận Hải Điến, Thành phố Bắc Kinh;
- Tiền thân là Khoa Nghiên cứu Quốc phòng của Đại học Quốc phòng, được thành lập năm 1985.

### Học viện Tác chiến Liên hợp
- (Trường Chỉ huy Tham mưu cũ): thành phố Thạch Gia Trang, tỉnh Hà Bắc;
- Năm 1938, Phân hiệu thứ hai của Trường Đại học Quân chính Kháng Nhật được thành lập.

### Trường Đại học Quản lý Quân sự
- Trụ sở: số 3 A, Hongshankou, Quận Hải Điến, Thành phố Bắc Kinh;

### Trường Đại học Khoa học Chính trị
- (Học viện Chính trị cũ): Thượng Hải

### Trường Đại học Dịch vụ Liên hợp
- (Học viện Hậu cần cũ): số 28, Đường Wanshou, Quận Hải Điến, Bắc Kinh;

### Trường Đại học Văn hóa Quân sự
- (Học viện Nghệ thuật Quân đội cũ): số 18, Phố Zhongguancun, Quận Hải Điến, Bắc Kinh;
- Năm 1934, Ban Chấp hành Trung ương Đảng Cộng sản Trung Quốc thành lập Trường Kinh kịch Gorky ở phủ Thụy Kim, tỉnh Giang Tây. Đây là trường nghệ thuật đầu tiên trong quân đội do Đảng Cộng sản Trung Quốc lãnh đạo.
- Năm 1938, Học viện Nghệ thuật Lỗ Tấn được thành lập tại Diên An.
- Ngày 18.9.1960, Học viện Nghệ thuật Quân Giải phóng Nhân dân Trung Quốc (gọi tắt là Học viện Nghệ thuật Quân đội) chính thức được thành lập tại Bắc Kinh.
- Ngày 26 tháng 8 năm 1992, Học viện Nghệ thuật Quân Giải phóng Nhân dân Trung Quốc được chứng nhận học viện quân sự cấp trung.
- Năm 2017, Học viện Nghệ thuật Quân Giải phóng Nhân dân Trung Quốc được chuyển giao cho Đại học Quốc phòng PLA và được đổi tên thành Trường Đại học Văn hóa Quân sự thuộc Đại học Quốc phòng PLA.

### Trường Quốc phòng Quốc tế
- (Trường Đào tạo Sinh viên nước ngoài): Số 15, phố Fuxue Jia, Quận Xương Bình, Bắc Kinh;
- Tiền thân của trường là Khoa Sinh viên Nước ngoài của Học viện Quân sự Nam Kinh được thành lập từ những ngày đầu của Cộng hòa Nhân dân Trung Hoa, và Khoa Giáo dục Đối ngoại của Học viện Quân sự Bắc Kinh.
- Năm 1969, hai sở hợp nhất và đặt tại quận Xương Bình, Bắc Kinh.
- Tháng 5.2004, được sự chấp thuận của Quân ủy Trung ương, trường được đổi tên thành Trường Quốc phòng thuộc Đại học Quốc phòng PLA.
- Ngày 14.9.2012, Trang thông tin điện tử Trường Quốc phòng chính thức ra mắt. Đây là trang web học viện quân sự đầu tiên của Quân Giải phóng Nhân dân Trung Quốc được ra mắt với 5 thứ tiếng: Trung Quốc, Anh, Pháp, Nga và Tây Ban Nha.
- Tháng 7.2017, nhân kỷ niệm 90 năm Ngày thành lập Quân Giải phóng Nhân dân Trung Quốc, được sự chấp thuận của Quân ủy Trung ương, Trường chính thức được đổi tên thành Trường Đại học Quốc phòng Quốc tế.

### Trường Đào tạo Sau đại học
- Ngày 30.4.1988, Khoa Sau đại học của Đại học Quốc phòng PLA chính thức được thành lập. Đây là trường sau đại học duy nhất của học viện chỉ huy cấp cao PLA.
- Năm 2017, để đi sâu cải tô quốc phòng và quân đội, Khoa Sau đại học được nâng cấp lên thành Trường Sau đại học trực thuộc Đại học Quốc phòng PLA.

## Lãnh đạo hiện nay
- Hiệu trưởng: Thượng tướng Hứa Học Cường, Ủy viên Ủy ban Trung ương Đảng Cộng sản Trung Quốc khóa XX
- Chính ủy: Thượng tướng Trịnh Hòa - Ủy viên Ủy ban Trung ương Đảng Cộng sản Trung Quốc khóa XIX

## Lãnh đạo qua các thời kỳ
| Hiệu trưởng 1. Thượng tướng Trương Chấn（11/1985—11/1992） 2. Thượng tướng Chu Đôn Pháp（11/1992—7/1995） 3. Thượng tướng Hình Thế Trung（7/1995—1/2003） 4. Thượng tướng Bùi Hoài Lượng（1/2003—8/2006） 5. Thượng tướng Không quân Mã Hiểu Thiên（8/2006—9/2007） 6. Thượng tướng Vương Hỷ Bân（9/2007—7/2013） 7. Thượng tướng Tống Phổ Tuyển（7/2013—12/2014) 8. Thượng tướng Trương Sĩ Ba （12/2014—1/2017） 9. Thượng tướng Trịnh Hòa（6/2017—8/2021） Chính ủy 1. Thượng tướng Lý Đức Sinh（11/1985—4/1990） 2. Thượng tướng Trương Chấn（4/1990—11/1992，兼任） 3. Thượng tướng Lý Văn Khanh（11/1992—7/1995） 4. Thượng tướng Vương Mậu Nhuận（7/1995—7/2001） 5. Thượng tướng Triệu Khả Minh（7/2001—9/2007） 6. Thượng tướng Đồng Thế Bình（9/2007—12/2009） 7. Thượng tướng Lưu Á Châu（12/2009—1/2017） 8. Trung tướng Ngô Kiệt Minh（6/2017—） |